# 丸山えり
丸山 えり（まるやま えり、1988年9月7日 - ）は、日本の女性レースクイーン、モデルである。
神奈川県茅ヶ崎市出身。アートプロダクション所属。

## 来歴・人物
- 中学の頃に雑誌「セブンティーン」を愛読してからモデルに憧れる。高校時代には「popteen」に読者モデルとして参加した経験を持つ[2]。高校卒業後はOLとして就職するも、現事務所からのスカウトを機にわずか2年で退職し芸能活動を始める[3][4]。
- 2010年 - 2011年にSUPER GT「EPSON NAKAJIMA RACING」のレースクイーンを2年連続で務め、2011年7月27日にレースクイーン・オブ・ザ・イヤー10-11を受賞[5][4]。
- レースクイーン卒業後はモデルの他、舞台にも出演する等活躍の場を広げている。
- 趣味は料理、カメラ、湘南ドライブ。
- 好きな色はピンク[2]。
- 2歳下の妹がいる[6]。

## 出演

### レースクイーン
- 2010年 SUPER GT・GT500クラスNAKAJIMA RACING レースクイーン
- 2011年 SUPER GT・GT500クラスNAKAJIMA RACING レースクイーン

### 映画
- LIAR GAME ザ・ファイナルステージ（2010年3月6日、東宝）[5]

### テレビドラマ
- 牙狼-GARO- -魔戒ノ花- 第19話（2014年8月16日、テレビ東京）

### 舞台
- 劇団ビタミン大使ABC『復興おっぱい』（2012年6月21日 - 24日、大塚レ・サマースタジオ） - 米永 役
- 劇団未成年『れいのへや』（2013年2月13日 - 17日、アドリブ小劇場） - ユキ 役

### 雑誌
- 2011年9月 『特選外車情報F-ROAD』巻頭特集（マガジンボックス）
- 2011年10月『特選外車情報F-ROAD』（マガジンボックス）
- 2011年11月『カスタムスクーター』 表紙

### スチール
- 2011年11月 - 2012年1月 KDDI総合カタログ メインモデル

### 紙面・コラム
- 2011『FLYING POSTMAN PRESS』〜まるえり湘南通信〜レギュラー連載